# Tetzcuco

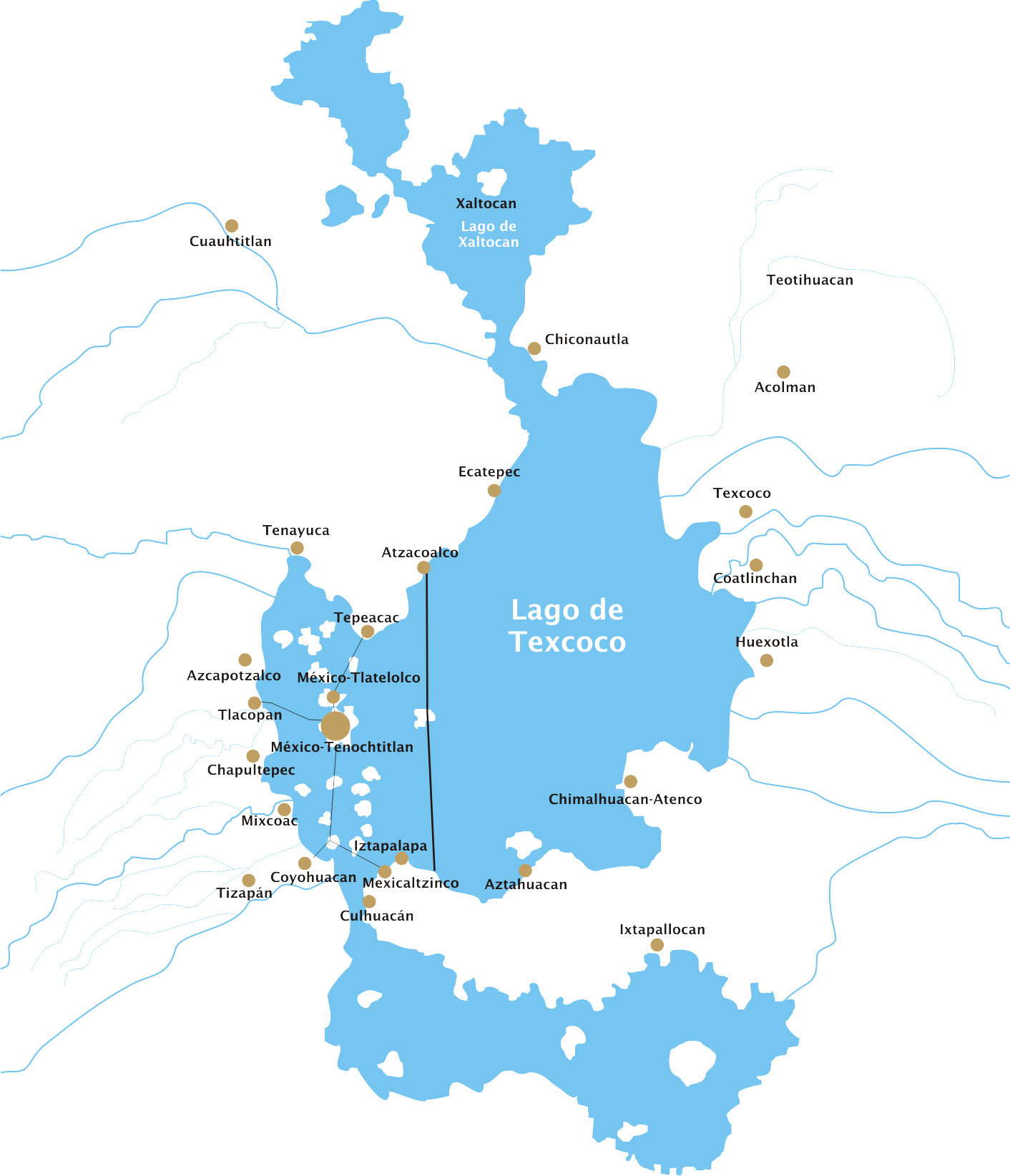
El sistema hidrográfico del Valle de México, a la llegada de los españoles.

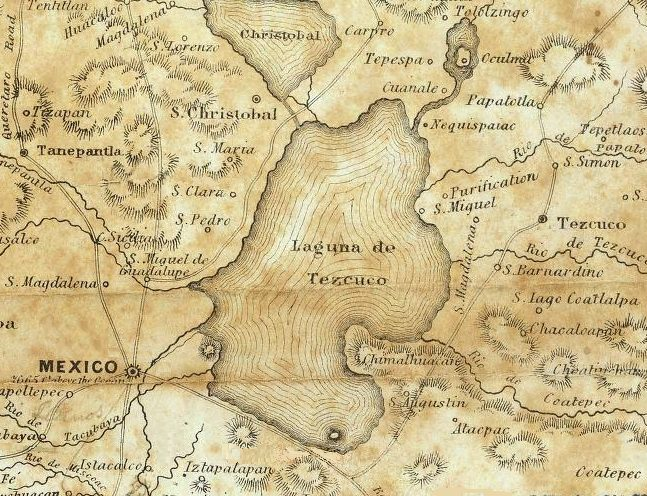
Laguna de Tetzcuco, hacia finales del.

Glifo o ideograma nahuatl de Texcoco

Tetzcuco (también Tezcuco, Tetzcoco o Texcoco, como se denomina la moderna población) (del náhuatl: Tētzicohco ‘Lugar donde se retiene gente’) fue la cabecera de un importante señorío nahuatlaca que formó parte de la Triple Alianza en compañía de México-Tenochtitlan y Tlacopan. Después de haberse liberado del yugo de los tepanecas de Azcapotzalco, fue cuna del tlatoani Nezahualcóyotl, uno de los principales líderes de la Triple Alianza y, además, poeta y arquitecto.
Aunque la antigua ciudad indígena fue prácticamente destruida por los españoles en los primeros años posteriores a la Conquista de México, quedan algunos restos de la antigua ciudadela de Tetzcutzingo, cuya construcción fue encabezada por el mismo Nezahualcóyotl.
Con base en la etimología náhuatl, extranjera europea y americana, y en los códices, así como en las reglas gramaticales, Texcoco (con frecuencia escrito también como cerro del papagallo) tiene las siguientes raíces: tē- (gente), tsikoa (retener), -ko (locativo), por lo que su traducción sería “lugar donde se retiene gente”.
Una de las causas de los diferentes significados de la palabra Texcoco, son las diversas formas en que los códices representan a este lugar. Por ejemplo, en el Códice Azcatitlán su representación pictográfica es una piedra, símbolo del cerro o lugar con una flor encima; en el Códice Cruz aparece el signo del lugar o cerro con una olla encima; en el Xólotl se puede observar un cerro y una piedra que a su vez tiene una olla encima; en el Mapa Quinantzin se encuentra una olla de donde sale una planta con material pétreo al fondo.
La participación decisiva de Texcoco en el proceso de Conquista ha quedado opacada por la alianza de Cortés con Tlaxcala, a pesar de que su líder, Ixtlixóchitl II, contribuyó con un ejército muy numeroso y logró atraer la colaboración de numerosas provincias:

«"...Ixtlilxóchitl procuraba siempre traer a la devoción y amistad de los cristianos, no tan solamente a los del reino de Tetzcuco, sino aun a los de las provincias remotas, enviándoles a decir que todos se procurasen dar de paz al capitán Cortés y que aunque de las guerras pasadas algunos tuviesen culpa, era tan afable y deseaba tanto la paz, que luego al punto los recibiría en su amistad; de los que así se iban atrayendo, fueron a esta sazón los de las provincias de Tozapan, Maxcaltzinco, Nauhtlan y otros de su contorno, los cuales habiendo visto a Ixtlilxóchitl, le dieron cantidad de mantas y otras cosas de las tres cabezas de aquellas provincias, quien hizo las diesen al capitán Cortés, y que se le dieran por sus amigos, dando la obediencia a su majestad y en señal de ella, cantidad de mantas de algodón; Cortés lo agradeció mucho y les dio su palabra que siempre los tendría por amigos, con lo
que se volvieron muy contentos
Capítulo XCII Relación de la avenida de los españoles y principio de la ley evangélica. Fernando de Alva Ixtlilxóchitl.»

## Historia
Texcoco, originalmente Tetzcuco, fue fundada en el siglo XII en la orilla oriental del lago de Texcoco, probablemente por pueblos de origen chichimeca. Hacia el año 1337, los acolhuas, aliados con los tepanecas de Azcapotzalco expulsaron a los primeros pobladores del lugar. De este modo, Tetzcuco fue convertida en la capital del señorío acolhua, papel que había desempeñado anteriormente Coatlichan. 
En 1418, Ixtlilxóchitl I, el tlatoani de Tetzcuco, fue destronado por Tezozómoc de Azcapotzalco, que lo persiguió, junto con unos fieles, en las colinas hasta darle alcance y muerte. Sin embargo, su hijo se salvó de la lucha por esconderse entre las ramas de un árbol. Diez años más tarde, en 1428, Nezahualcóyotl hijo de Ixtlilxóchitl, aliado con los tenochcas, derrotó y dio muerte a Maxtla, sucesor de Tezozómoc y señor de Atzcapotzalco. De este modo, los acolhuas quedaron libres del dominio tepaneca y Atzcapotzalco fue sustituida por el señorío de Tlacopan como cabecera del señorío tepaneca que dominaba el poniente del lago de Texcoco. De esta manera nació la Triple Alianza.
Aquel era Acolmiztli, “Felino fuerte”, que durante las tristes correrías de su adolescencia se nombró a sí mismo Nezahualcóyotl, que significa “Coyote en Ayuna”. Pero tras la caída de los tepanecas, en la que tomó para sí el señorío de Tetzcuco, hubo una revuelta acolhua que desterró a Nezahualcóyotl al cerro de Chapultepec, hasta que en la primavera de 1429, retornó con un fuerte ejército, recobrando la plaza tras siete días de lucha. 
Desde entonces gobernó en Tetzcuco, que se constituyó como la segunda ciudad de mayor importancia en el imperio, después de Tenochtitlan, recibiendo dos quintas partes de los tributos de los señoríos sometidos a la Triple Alianza. Nezahualcóyotl sobrevivió a cuatro emperadores de Tenochtitlan y convirtió su ciudad en el centro de preparación intelectual de primer orden del estado mexica, reuniendo y protegiendo a los mayores sabios y filósofos de su tiempo, tal como José Luis Martínez refiere: “La "universidad", que se encontraba en el patio mayor de los palacios, donde se reunían los poetas y sabios del reino y donde estaban asimismo los archivos reales; la sala de música y ciencias, del patio menor, y las "escuelas de arte adivinatorio, poesía y cantares" constituían lo que pudiera llamarse los centros de la cultura superior de Tezcoco”. 
Netzahualcóyotl (1402-1472), que se preguntaba sobre la condición humana y su lugar en el universo. Un poema filosófico del poeta de Tezcoco que traduce León Portilla ofrece un reflejo de ese anhelo, de ese «planto» por alcanzar la inmortalidad y que también parece ajustarse al Moctezuma de Boullosa:

Estoy embriagado, lloro, me aflijo

Pienso, digo

En mi interior lo encuentro,

Si yo nunca muriera

Si yo nunca desapareciera.

Allá donde no hay muerte

Allá donde ella es conquistada,

Que allá vaya yo.

Si yo nunca muriera,

Si yo nunca desapareciera

Nezahualcóyotl edificó palacios, monumentos y acueductos, culminando con las obras el monte Tetzcotzinco, donde labró un palacio al aire libre protegiendo el bosque que lo rodeaba y donde protegió a numerosos animales, captando manantiales que mantenían áreas de riego, un zoológico y un jardín botánico de plantas curativas y flores que ha sido comparado con los jardines colgantes de Babilonia.
Estableció en Teotihuacán un tribunal para juzgar a los nobles, en Otumba el de los plebeyos y en Tetzcuco el de las apelaciones de ambos. Instituyó consejos de educación pública, de guerra, de hacienda y uno supremo que regía a los otros formado por 14 señores insignes, y cuatro de sus hijos tomaron la regencia de dichos consejos. Expidió 80 leyes para garantizar la lealtad al Estado y las buenas costumbres cuyas transgresiones eran generalmente penadas con la muerte.
Nezahualcóyotl, además, debido a su sólida formación intelectual, destacó en las ciencias, artes, literatura y religión, oponiéndose a las ideas religiosas de su tiempo, intuyendo un dios creador único al que llamó Tloque Nahuaque (posiblemente otro nombre para Ometéotl), tal como lo refiere su nieto Fernando de Alva Ixtlilxóchitl en su Historia chichimeca: “Especialmente Nezahualcoyotzin, que es el que más vaciló buscando de donde tener lumbre para certificarse del verdadero Dios y creador de todas las cosas”. O tal como lo cuenta Juan Bautista Pomar del texto de Fernando de Alva:

Nezahualcóyotl, a lo largo de su vida, mató por su mano a 12 reyes, incluyendo a Maxtla, participó en 30 batallas y nunca fue vencido ni herido; sujetó 44 reinos; nombró generales a 43 de sus hijos y al cuadragésimo cuarto lo mandó matar por soberbio y belicoso. Castigó los delitos con rigor, “especialmente a las personas de calidad y que habían de dar ejemplo a los demás” y fue misericordioso y agradecido. Murió a los 70 años de edad y a los 43 de su reinado.